# Nosofobi
Nosofobi er græsk, betyder "overdreven frygt for sygdom" og er afledt af nosos, der betyder sygdom. På dansk har vi kollokationen den 'lyserøde nos(os)', men sygdommen kan antage mange former.